# Alocoderus carinifrons
Alocoderus carinifrons är en skalbaggsart som beskrevs av Edmund Reitter 1892. Alocoderus carinifrons ingår i släktet Alocoderus och familjen Aphodiidae. Inga underarter finns listade i Catalogue of Life.